# Gaukirche St. Ulrich (Paderborn)

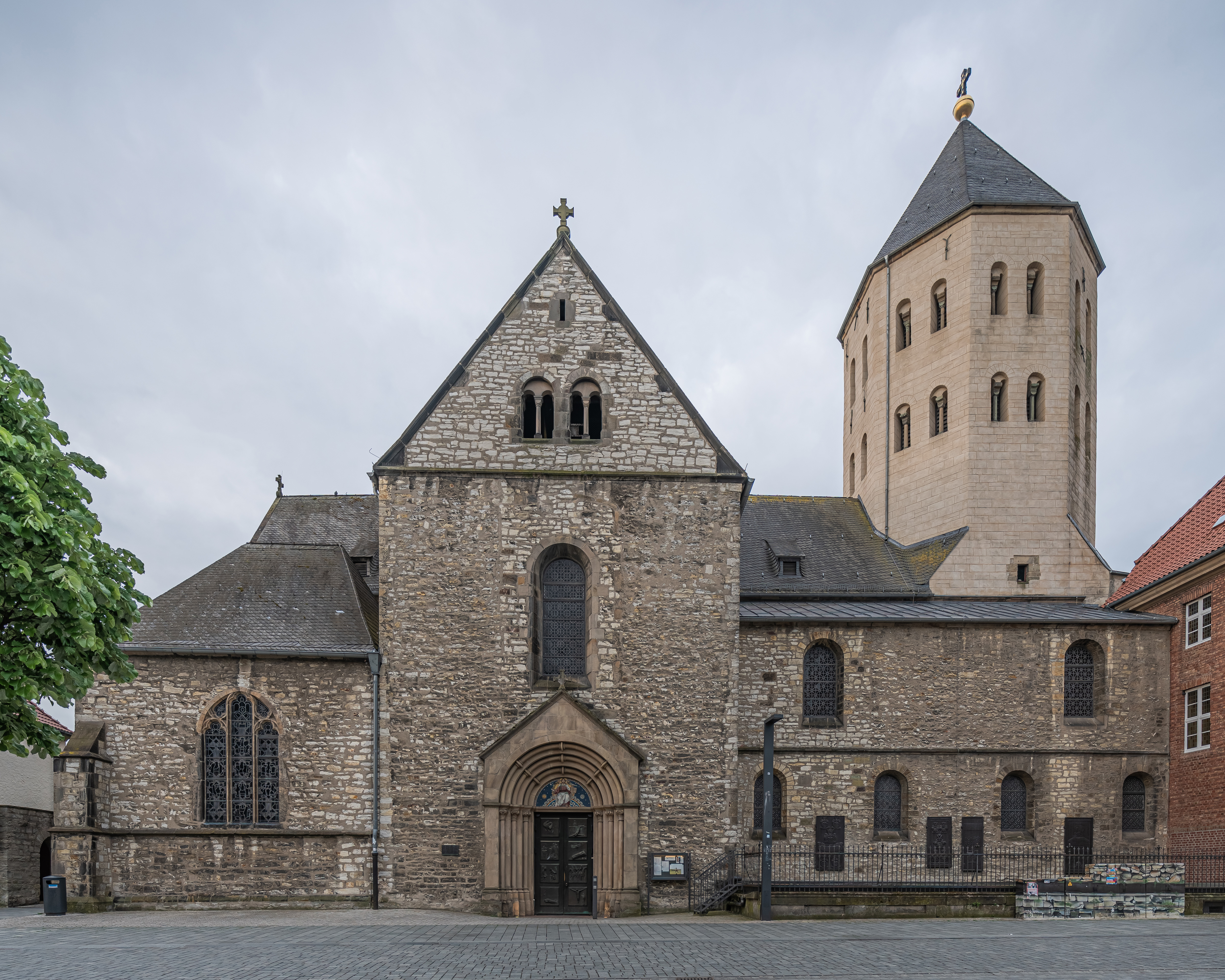
St. Ulrich

Die Gaukirche, auch Gokirche, Gokerken oder lat. ecclesia rurens, Pfarrkirche St. Ulrich, ist eine um 1170/80 erbaute römisch-katholische, in Eigentum des Landes NRW befindliche, Kirche in Paderborn. Die Kirche befindet sich am Markt- beziehungsweise Domplatz der Bischofsstadt gegenüber dem Hohen Dom zu Paderborn. Ihre Pfarrgemeinde gehört zum Dekanat Paderborn Mitte-Süd des Erzbistums Paderborn.

## Geschichte

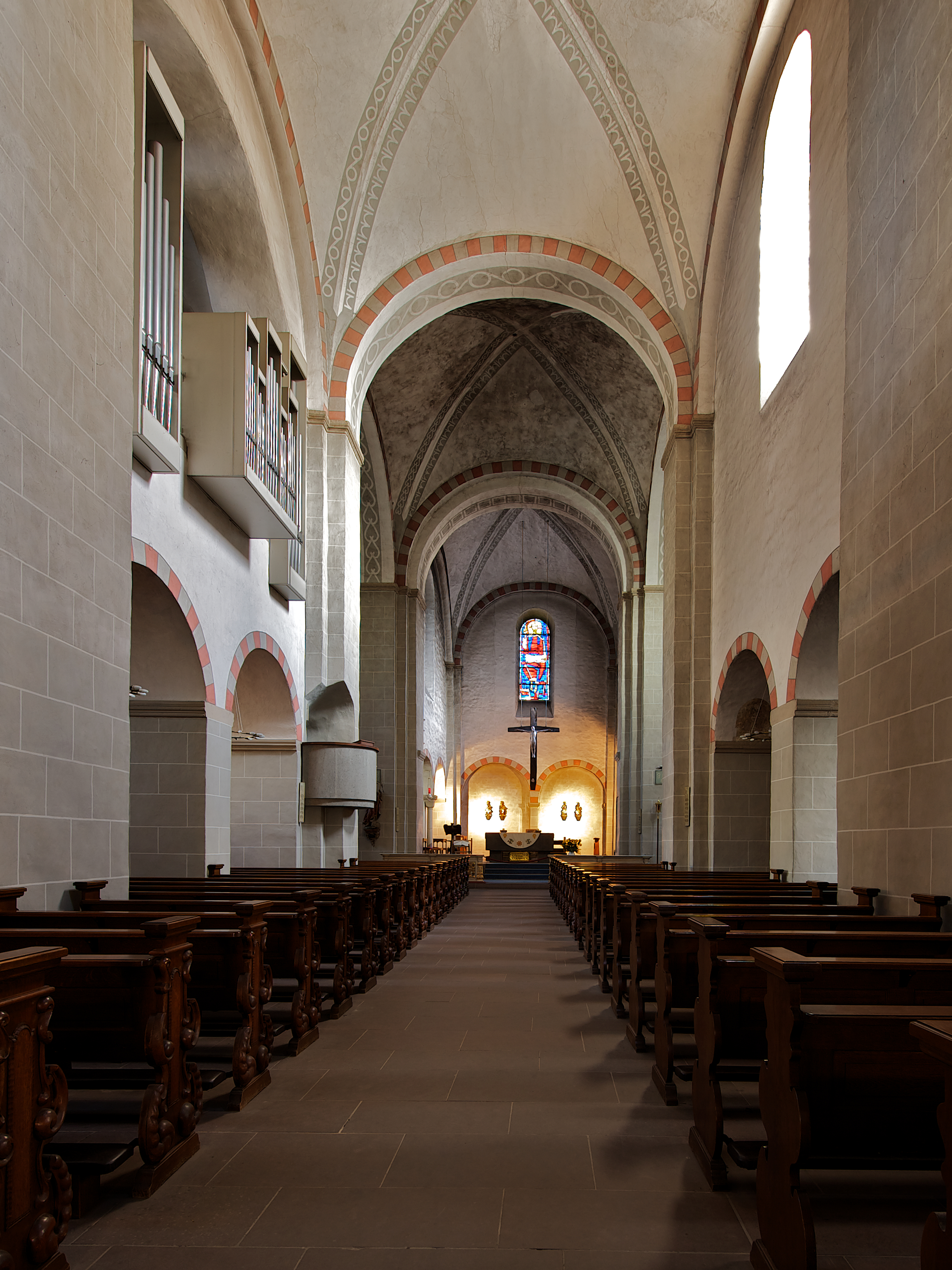
Innenansicht der Gaukirche (Mittelschiff)

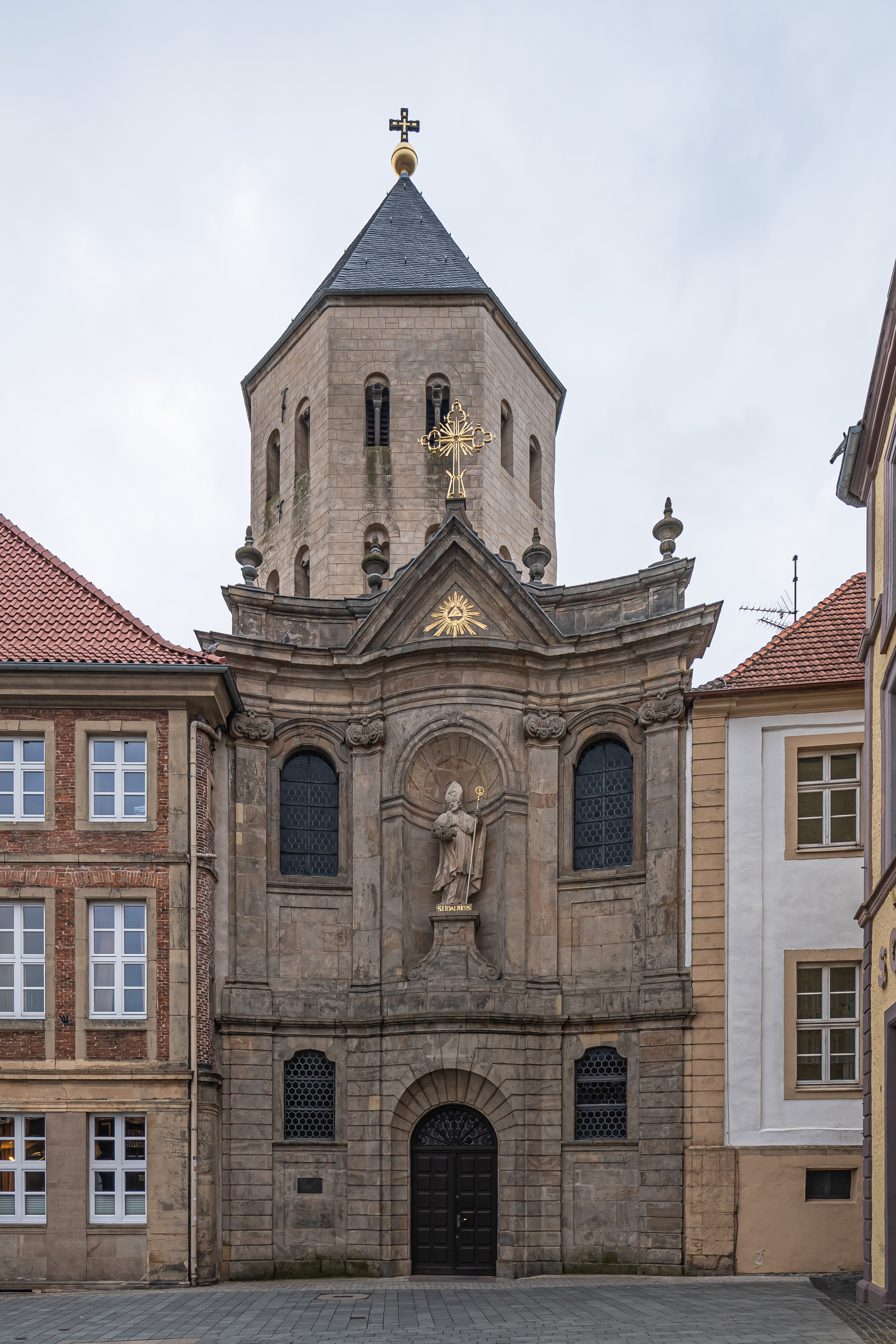
Barockfassade von Franz Christoph Nagel

Die Ursprünge der Kirche sind unklar. Eine urkundliche Datierung ist nicht möglich. Die Bestimmung der Entstehungszeit Ende des 12. Jahrhunderts ist nur auf Grund von baustilistischen Vergleichen möglich. 
Die Kirche lag in der südlichen Domfreiheit Paderborns und diente in ihrem Vorgängerbau seit dem 10. Jahrhundert als Kirche des „Volkes des Padergaus“, im Unterschied zur Bischofskirche, dem Dom. 1229 gründete Hermann von Waldeck auf dem Grundstück der Verwaltungszentrale des Hochstifts, dem Sternberger Hof unmittelbar neben der Gaukirche, ein Zisterzienserinnen-Kloster, dessen erste Nonnen aus Münster kamen. Die Kirche wurde 1231 zur Klosterkirche, ein Jahr später von Bischof Bernhard IV. bestätigt. Im 14. Jahrhundert wurden zwei Kapellen hinzugefügt. Um 1500/15 wurde das Haus zu einem Benediktinerinnen-Kloster. 
In der Barockzeit wurde unter Fürstbischof Clemens August eine umfassende Umgestaltung angeordnet. Sein Architekt Franz Christoph Nagel (1699–1764) führte die Umgestaltung aus. 1787 wurde das spitz zulaufende Turmdach verkürzt auf ein Haubendach. 
Mit der Annektierung des Hochstifts Paderborn 1802/03 durch Preußen waren die Tage des Klosters gezählt. Aber erst 1810, während der Herrschaft des napoléonischen Königreiches Westphalen, wurde das Kloster säkularisiert.
Zwischen 1883 und 1887 wurde die Kirche umfassend restauriert. Die barocke Einrichtung wurde entfernt, die Kirche „purifiziert“ und durch neugotische und historisierende Element ergänzt. Der Turmhelm wurde verkürzt wieder errichtet. Der ursprüngliche Barockaltar wurde aus diesem „Purismus“ 1903 an die Stadt Münster verkauft und steht heute in der dortigen Dominikanerkirche. Später gab es vereinzelte Versuche den Barockaltar wieder zu erhalten. Inzwischen aber hat das Erzbistum auf dieses Anliegen verzichtet.
1938 wurden die meisten neugotischen Elemente entfernt. 1945 wurde die Kirche durch Fliegerbomben in ihrer Substanz zerstört und ab 1947 wieder aufgebaut. Seitdem ist sie die Pfarrkirche St. Ulrich.
Nach einer fast zweijährigen Renovierung wurde die Kirche am 6. Mai 2018 wiedereröffnet.

## Architektur

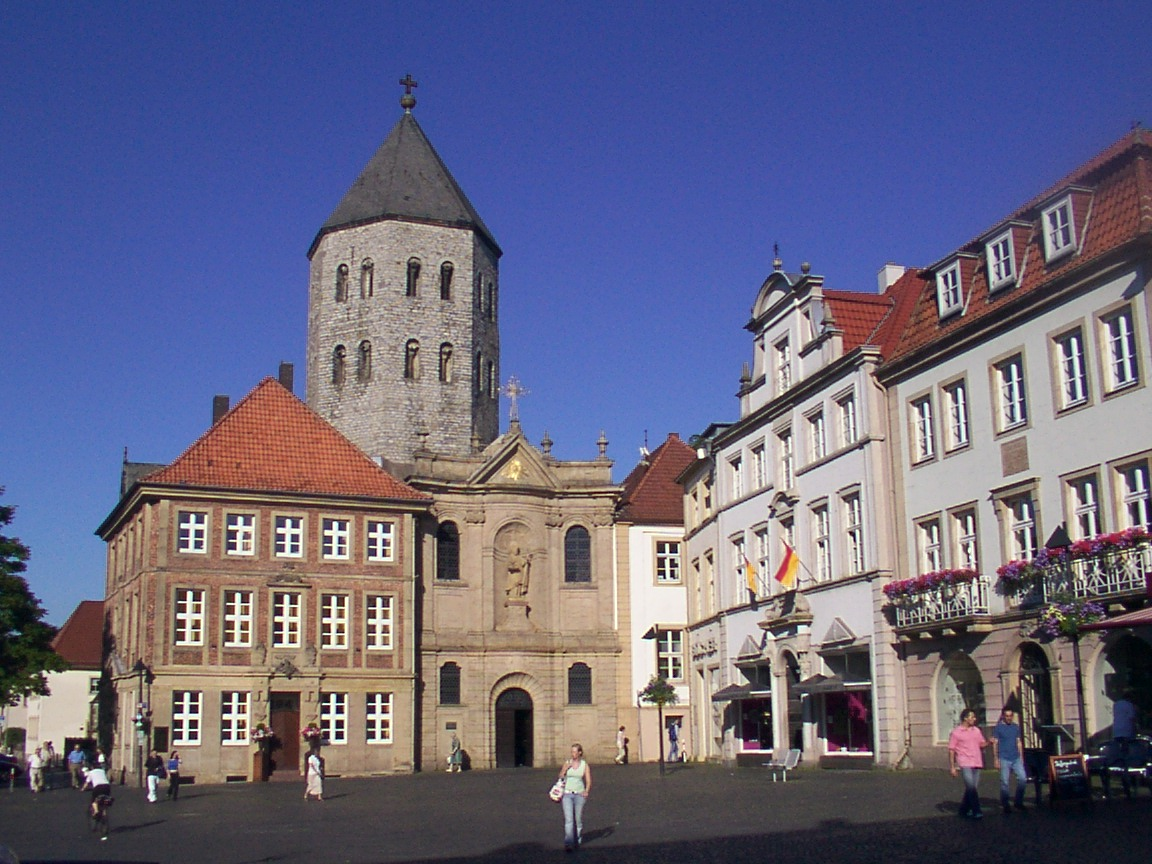
Gaukirche mit Markt von Westen

Im Wesentlichen stellt die Gaukirche ein romanisches Kirchengebäude dar, mit wichtigen Elementen aus der Barockzeit. So betritt man von der Marktseite aus (Westen) die Kirche durch ein barockes Tor des fürstbischöflichen Baumeisters Franz Christoph Nagel, eine der „besten Barockfassaden Westfalens“. Die Kirche selbst ist eine dreischiffige gewölbte Pfeilerbasilika. Der Turm in Form eines Oktogons befindet sich auf dem Mittelschiffsjoch im Westen. Auf der östlichen Südseite, auf der Ostseite und am West- und Nordeingang ist die Kirche freistehend, ansonsten von direkt angrenzenden Gebäuden verdeckt. Auf der Südseite der Kirche befindet sich noch heute ein Teil des Gaukirchklosters, das ebenfalls von Nagel umgestaltet wurde. Abgesehen vom Barockeingang wirkt die Kirche von außen durch ihren Bruchkalkstein schlicht.

## Ausstattung
- Die Kommunionbänke wurden im 18. Jahrhundert angefertigt.
- In der Ursulakapelle steht ein Altaraufsatz von 1675; das barocke Gemälde zeigt die Geißelung Christi, es ist nicht zugehörig.
- Das Flügelretabel mit Marienszenen wurde 1894 von Anton Hellwig angefertigt.
- Die Sakramentsnische aus der zweiten Hälfte des 15. Jahrhunderts ist in Sandstein gefasst. Die Figuren sind neugotisch, die Emailletüren sind von 1938.
- Das Taufbecken aus Sandstein ist wohl eine Arbeit des Paderborner Hofbildhauers Johann Jakob Pütt (18. Jahrhundert).
- Die Taufschranke ist mit 1740 bezeichnet.
- Das Gabelkruzifix aus Nussbaum wurde wohl im e. Viertel des 14. Jahrhunderts geschaffen und spätgotisch gefasst.
- Die Fassung der stehenden Muttergottes aus Sandstein aus der Zeit um 1420 wurde erneuert.
- Die stehende Muttergottes aus der Zeit um 1700 ist Gertrud Gröninger zugeschrieben
- Die Kreuzigungsgruppe von 1903 wurde von Anton Mormann angefertigt.

## Glocken
Die vier Glocken sind auf das Geläut des Doms abgestimmt und erklingen im sogenannten Salve-Regina-Motiv.
| Nr. | Gussjahr | Gießer, Gussort                   | Ø (mm) | Gewicht (kg) | Nominal (HT-1/16) |
| 1   | 1972     | Petit & Gebr. Edelbrock , Gescher | 1362   | 1550         | d1 +3             |
| 2   | 1949     | Petit & Gebr. Edelbrock, Gescher  | 1090   | 800          | fis1 +1           |
| 3   | 1949     | Petit & Gebr. Edelbrock, Gescher  | 907    | 430          | a1 +3             |
| 4   | 1949     | Petit & Gebr. Edelbrock, Gescher  | 791    | 290          | h1 +2             |

Geläutemotiv: Salve Regina (Gotteslob Nr. 666)